# Naomi Koshi

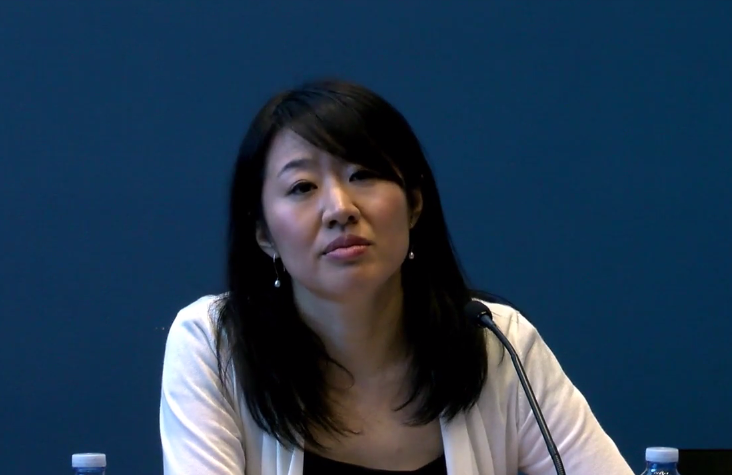
Naomi Koshi (2016)

Naomi Koshi (japanisch 越 直美 Koshi Naomi; geboren am 5. Juli 1975) ist eine japanische Politikerin, Anwältin und Verfechterin der Gleichstellung der Geschlechter. 

## Leben
Koshi besuchte die Zeze Oberschule der Präfektur Shiga und wechselte dann an die juristische Fakultät der Hokkaidō-Universität. Nachdem sie im Jahr 2000 die Anwaltsprüfung bestanden hatte, wurde sie Anwältin und arbeitete in der Anwaltskanzlei Nishimura & Asahi. Im Jahr 2005 arbeitete Koshi auch als Assistenzprofessorin an der Waseda-Universität.
Im Jahr 2009 erwarb Koshi einen Masterabschluss in internationalem Recht an der Harvard University Law School. Ihre Abschlussarbeit trug den Titel „Takeover Defense in Japan“. Nach Angaben der Stadt Ōtsu legte Koshi die Anwaltsprüfung für den Bundesstaat New York ab und arbeitete für Debevoise & Plimpton LLP. Von September 2010 bis Januar 2011 war Koshi Gaststipendiatin am Center on Japanese Economy and Business der Columbia University, während sie ein Praktikum in der Rechtsabteilung der Vereinten Nationen absolvierte.
Im Jahr 2012 wurde Koshi zur Bürgermeisterin von Ōtsu, Präfektur Shiga, gewählt. Sie ist die jüngste Frau, die als Bürgermeisterin einer Stadt in Japan gewählt wurde. Im Jahr 2015 wurde Koshi vom Weltwirtschaftsforum als Young Global Leader ausgewählt.